# ویولا (پیمونت)
ویولا (پیمونت) (به ایتالیایی: Viola) یک کومونه در ایتالیا است که در استان کونیو واقع شده‌است.

## خصوصیات
ویولا ۲۱٫۱ کیلومترمربع مساحت و ۴۷۰ نفر جمعیت دارد.